# ماريو بارتي دي إس
ماريو بارتي دي إس (بالإنجليزية: Mario Party DS)‏ (باليابانية: マリオパーティDS) ، هي لعبة فيديو إلكترونية من نوع احتفال ، أنتجها شركة هادسن سوفت ونشرها شركة نينتندو اليابانيتين سنة 2007م ، وتعمل حصراً لنظام نينتندو دي إس.